# Rubiol de sang jaspiat
El rubiol de sang jaspiat (Agaricus impudicus) és un rubiol del grup dels rubiols de sang que es caracteritza per tenir la zona central del barret de bru grisenc a bru fosc.